# Маунт-Кармел (Огайо)
Маунт-Кармел (англ. Mount Carmel) — переписна місцевість (CDP) в США, в окрузі Клермонт штату Огайо. Населення — 4828 осіб (2020).

## Географія
Маунт-Кармел розташований за координатами 39°5′46″ пн. ш. 84°17′46″ зх. д. / 39.09611° пн. ш. 84.29611° зх. д. (39.096194, -84.296204).  За даними Бюро перепису населення США в 2010 році переписна місцевість мала площу 4,76 км², з яких 4,75 км² — суходіл та 0,01 км² — водойми.

## Демографія
Згідно з переписом 2010 року, у переписній місцевості мешкала 4741 особа в 1914 домогосподарствах у складі 1280 родин. Густота населення становила 997 осіб/км².  Було 2093 помешкання (440/км²).
Расовий склад населення:
| - 94,1 % — білих - 1,3 % — чорних або афроамериканців - 0,9 % — азіатів - 0,2 % — корінних американців - 1,5 % — осіб інших рас |

До двох чи більше рас належало 1,9 %. Частка іспаномовних становила 3,1 % від усіх жителів.
За віковим діапазоном населення розподілялося таким чином: 23,8 % — особи молодші 18 років, 65,4 % — особи у віці 18—64 років, 10,8 % — особи у віці 65 років та старші. Медіана віку мешканця становила 36,3 року. На 100 осіб жіночої статі у переписній місцевості припадало 95,4 чоловіків;  на 100 жінок у віці від 18 років та старших — 93,8 чоловіків також старших 18 років.
Середній дохід на одне домашнє господарство  становив 64 837 доларів США (медіана — 43 235), а середній дохід на одну сім'ю — 72 302 долари (медіана — 54 488). Медіана доходів становила 44 773 долари для чоловіків та 31 573 долари для жінок. За межею бідності перебувало 13,8 % осіб, у тому числі 19,8 % дітей у віці до 18 років та 5,8 % осіб у віці 65 років та старших.
Цивільне працевлаштоване населення становило 2332 особи. Основні галузі зайнятості: роздрібна торгівля — 22,8 %, освіта, охорона здоров'я та соціальна допомога — 18,1 %, науковці, спеціалісти, менеджери — 14,2 %.